# Dr. Ludwig Reichert Verlag
Der Dr. Ludwig Reichert Verlag ist ein 1969 gegründeter und auf geisteswissenschaftliche Schriften spezialisierter Verlag mit Sitz in Wiesbaden. Derzeitige Inhaberin ist Ursula Reichert. Das Programm umfasst über 2.500 Titel.

## Geschichte
Der Reichert Verlag wurde 1969 durch den Mediävisten Ludwig Reichert (1924–2008) in Wiesbaden-Dotzheim (Kohlheck) gegründet. Dieser war zuvor von 1949 bis 1953 für den Universitätsverlag Carl Winter in Heidelberg tätig und dann für den aus Leipzig stammenden Harrassowitz Verlag in Wiesbaden verantwortlich. 1994 übernahm seine Tochter Ursula Reichert die Verlagsführung. Sie führte beim Reichert Verlag Print-on-Demand ein.
Er wurde zu einem der wenigen deutschsprachigen Faksimile-Verlage und erarbeitete sich mit seinem Programm, zu dem u. a. mittelalterliche Faksimiles gehören, einen Ruf in internationalen Fachkreisen. Seit Jahren gehören zum festen Kundenstamm auch Sammler.
Der Verlag nahm u. a. am Deutschen Orientalistentag, Deutschen Kunsthistorikertag und an der Tagung der Byzantinisten teil. Die Verlagsleitung verfolgt einen interkulturellen Ansatz. Viele der Werke erscheinen heute in englischer Sprache.

## Programm

### Allgemein
Zum Verlagsprogramm mit über 2.500 Titeln (Archäologie, Buch- und Bibliothekswissenschaft, Faksimile, Geschichte, Kunstgeschichte, Musik, Orientalistik, Psychotherapie, Religionswissenschaft, Sprachwissenschaft  usw.) gehören Bücher, Zeitschriften und Karten, so auch das Standardwerk Tübinger Atlas des Vorderen Orients (TAVO). Verschiedene archäologische und kunstgeschichtliche Reihen werden verlegt. Mit der Reihe zeitpunkt musik ist der Verlag einer der wichtigsten Verlage für musiktherapeutische Fachliteratur. Verlegt wird auch die Buchreihe Die Deutschen Inschriften.

### Zeitschriften
Das Verlagshaus publiziert bzw. publizierte folgende wissenschaftliche Zeitschriften:
- Beiträge zur islamischen Kunst und Archäologie (Ernst Herzfeld-Gesellschaft)
- Istanbuler Mitteilungen (Deutsches Archäologisches Institut Istanbul), seit Bd. 72, 2022
- Jahrbuch Musiktherapie
- Jahrbuch der Oswald von Wolkenstein-Gesellschaft
- Kratylos (Indogermanische Gesellschaft)
- Madrider Mitteilungen (Deutsches Archäologisches Institut Madrid), Bd. 45, 2004 - 61, 2020
- Mitteilungen zur Spätantiken Archäologie und Byzantinischen Kunstgeschichte
- Musik und Gesundsein (Hans-Helmut Decker-Voigt)
- Traditional South Asian Medicine (Rahul Peter Das)
- Zeitschrift für Archäologie Außereuropäischer Kulturen (Kommission für Archäologie Außereuropäischer Kulturen)

### Lexika
- Lessico Etimologico Italiano